# 国鉄C31形コンテナ

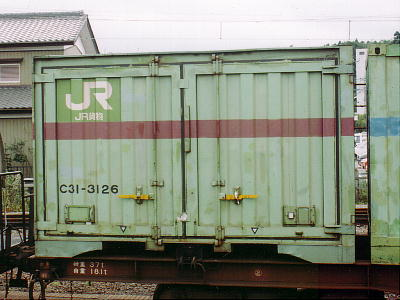
C31形コンテナ
C31-3126

国鉄C31形コンテナ（こくてつC31がたコンテナ）は、日本国有鉄道（国鉄）が、1983年（昭和58年）から1984年（昭和59年）まで製造した、鉄道輸送用長さ12 ftの5トン積み有蓋コンテナである。

## 概要
国鉄は、多くの荷主より作業環境に応じて柔軟に対応できる複数方向から荷役可能な構造のコンテナ配備を強く求められ、1983年（昭和58年）にC21形コンテナ2個を用いてモックアップを製作し、検討を行った結果、側方総開き式が採用された。そこで、C20形及びC21形コンテナを二方開きに改造したC30形を国鉄工場で製作するとともに、本形式3,500個の新製を富士重工業および東急車輛製造で行った。
当初より片側妻面・片側面の二方開きコンテナとして設計・製造された点が、C30形との相違である。1984年（昭和59年）に、全高を若干増やし、自重及び製造コストの低減を図った、C35形が登場したため、製造は3,500個で終わった。
また、もともと専用線でのホーム荷役に対応するため製造されたコンテナであるため、750個については、常備駅を決めて運用された。これらの新製時の常備駅は、次のとおりであった。
旧・帯広駅、旧・苫小牧駅、東室蘭駅、旧・宮城野駅、元・沼垂駅、倉賀野駅、南松本駅、旧・東静岡駅、西浜松駅、富山駅、旧・西岡山駅、元・高松駅、旧・東広島駅、新南陽駅、下関駅、浜小倉駅、熊本駅、旧・鹿児島駅
1987年（昭和62年）4月の国鉄分割民営化に際しては、3,497個が日本貨物鉄道（JR貨物）に引き継がれ、継続使用されたが、1996年（平成8年）度以降、19D形や19G形などの新形コンテナの登場により、用途廃止・廃棄が進み、2009年（平成21年）に形式消滅した。

## 構造
構体は全溶接構造で、側板と荷役扉はC20形コンテナに準拠したコルゲート鋼板製である。内部には4mm厚合板製の内張りがある。屋根は耐候性高張力鋼の平板製で、天井にも合板性の内張りが張られている。
妻面及び側面に荷役扉を設けた二方開きで、外法寸法は高さ2,350 mm、幅2,438 mm、長さ3,658 mm、自重1.4 t。内容積は17.0 m3である。
前級のC30形では、既存のコンテナを改造したため、側面右扉が180度までしか開かないという構造上の制約があったが、本形式では通常のコンテナ同様に開いた扉自体が荷役作業時に障害にならないよう、コンテナ側面壁にピッタリと張り付く270度まで開くようになった。
内部構造では、C30形では鉄板製の床面にあったパレットローダー用のレールが廃止され、床面も鉄板張りから合板張りとなっている。
なお、初期に生産された個体は、脚部の形状が通常のものと異なっている。
塗装はC30形を踏襲。地色が黄緑6号「コンテナグリーン」であり、二方開きであることを示すため、赤色の帯を塗っている。